# NGC 4009
NGC 4009 é uma estrela na direção da constelação de Leo. O objeto foi descoberto pelo astrônomo Johann Dreyer em 1878, usando um telescópio refletor com abertura de 72 polegadas. 